# Whitney Peak (skådespelare)
Whitney Peak, född 28 januari 2003 i Kampala, är en ugandisk-kanadensisk skådespelare. Hon har bland annat spelat huvudrollen som Zoya Lott i HBO Max revival av TV-serien Gossip Girl. Hon har också synts i andra TV-serier som Home Before Dark och Chilling Adventures of Sabrina, samt i Disney+-filmen Hokus Pokus 2. Hon kommer också att spela rollen som Lenore Dove Baird i filmatiseringen av den femte The Hunger Games-boken Sunrise on the Reaping, som har biopremiär den 20 november 2026.

## Filmografi (i urval)

### Filmer
| År   | Titel                                    | Roll              | Noter          |
| ---- | ---------------------------------------- | ----------------- | -------------- |
| 2017 | Molly's Game                             | Stella            |                |
| 2022 | Hokus Pokus 2                            | Becca             | [ 5 ]          |
| 2026 | Shiver                                   | TBA               | Postproduktion |
| 2026 | The Hunger Games: Sunrise on the Reaping | Lenore Dove Baird | Förproduktion  |

### TV-serier
| År        | Titel                          | Roll             | Noter                               |
| --------- | ------------------------------ | ---------------- | ----------------------------------- |
| 2018      | Legends of Tomorrow            | Lenise           | Avsnittet "Wet Hot American Bummer" |
| 2019–2020 | Chilling Adventures of Sabrina | Judith Blackwood | Tio avsnitt                         |
| 2019      | iZombie                        | Elev             | Avsnittet "Five, Six, Seven, Ate!"  |
| 2020      | Home Before Dark               | Alpha Jessica    | [ 2 ]                               |
| 2021–2023 | Gossip Girl                    | Zoya Lott        | Huvudroll                           |